# Vida de perros. Poemas perrunos
Vida de perros. Poemas perrunos es un libro colectivo que incluye más de cien poemas sobre perros, y que cuenta con una introducción a cargo de su editor, Diego Marín A., sobre la presencia de este animal a lo largo de la historia de la literatura.

## Autores
El libro cuenta con la colaboración de autores consagrados como Antonio Gala, Carlos Bousoño, Francisco Brines, Luis Alberto de Cuenca, Luis Antonio de Villena, Juan Luis Panero, Leopoldo María Panero, José Luis Gracia Mosteo, Antonio Colinas, Félix de Azúa, Aurelio González Ovies, Ángela Vallvey e, incluso, el Premio Nobel José Saramago. Además, por el hecho de estar editado en Logroño, también cuenta con la presencia de algunos de los más destacados autores locales como Fernando Sáez Aldana, Jesús Miguel Alonso Chávarri, María José Marrodán, Alberto Vidal, Jesús Vicente Aguirre o Javier Pérez Escotado.

## Perros literarios
En su introducción, el libro ofrece información sobre los perros como pedigree literario, como Remo, de Ortega y Gasset, al que Unamuno le dedicó un poema; Sirio, de Vicente Aleixandre, al que, además de su dueño, le dedicaron versos Claudio Rodríguez y Carlos Bousoño; o Atila, del riojano Antonio Cillero Ulecia. Otros perros literarios son Niebla, el can que Pablo Neruda regaló a Alberti; Troylo, de Antonio Gala, o Flush, el perro de la escritora inglesa Elizabeth Barret y que Virginia Woolf hizo figurar en sus novelas.